# EcoRI
EcoRI (читається «еко ер один») — ензим, ендонуклеаза рестрикції, виділена з бактерії E. coli, є частиною рестрикційно-модифікаційної системи бактерії.
У практичній молекулярній біології EcoRI використовується як рестриктаза. EcoRI розрізає дволанцюгову ДНК створюючи 4-нуклеотидний липкий кінець з виступаючим 5'-фрагментом AATT. ДНК-фрагментом, по якому відбувається розрізання, є шестинуклеотидний фрагмент GAATTC/CTTAAG.

## Структура

### Первинна структура
EcoRI містить амінокислотний мотив PD..D/EXK, який знайдений в активному сайті багатьох рестриктаз.

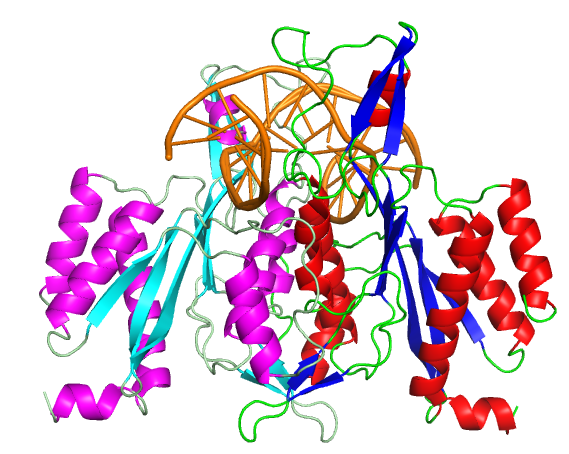
Кристалічна структура димеру EcoRI зв'язаного з ДНК (PDB 1ckq)

### Третинна та четвертинна структура
Ензим утворює гомодимер з двох 31-кДа одиниць, кожна з яких є одним поліпептидним ланцюгом та існує у вигляді глобули з α/β архітектурою. Кожна одиниця в димері містить мотив-«петлю», яка виступає з глобули та зв'язується з ДНК-мішенню при розпізнаванні.

EcoRI цільовий сайт. Зелена лінія вказує, як відбувається розрізання ДНК послідовності

EcoRI була закристалізована із ДНК-послідовністю, яку вона зазвичай розпізнає та розрізає (PDB код 1QPS). Аналіз кристалічної структури показав, що одиниці гомодимеру взаємодіють з ДНК симетричним чином. Дві α-спіралі від кожної одиниці сходяться в просторі утворюючи специфічний «затискач». На спіралях амінокислотні залишки Glu144 та Arg145 взаємодіють між собою, що ймовірно обумовлює фізичну комунікацію між активними сайтами обох одиниць.

## Мішень
EcoRI розрізає ДНК по паліндромному сайту GAATTC/CTTAAG із утворенням липких кінців. EcoRI є високоспецифічним ензимом, тобто навіть одинична заміна/перестановка нуклеотидів в сайті розпізнавання призводить до сильного зниження афінності рестриктази до цього сайту і як наслідок до втрати здатності розпізнавати і розрізати його. Бактерії використовують цю властивість для захисту власної ДНК від дії рестриктази: другий аденозин в послідовностях GAATTC в бактеріальному геномі є метильованим, внаслідок чого власна ДНК бактерії є стабільною в присутності рестриктази.
Важливим фактором що обумовлює високу селективність рестриктази EcoRI до свого сайту розпізнавання є конформаційна жорсткість тривимірної структури білка. Внаслідок цього білок не може компенсувати збільшення енергії зв’язування через втрату багатьох водневих зв’язків конформаційною перебудовою для пошуків нових контактів у випадку неоптимальної послідовності ДНК.

## Застосування
Рестриктази, такі як EcoRI, широко використовуються в молекулярній біології та генетиці, в таких експериментальних процедурах, як, наприклад, молекулярне клонування. Рестриктази (в тому числі EcoRI) генерують липкі кінці, які можна потім сполучити за допомогою ДНК-лігаз. EcoRI може давати неспецифічні продукти рестрикції (star-активність), залежно від умов реакції, таких як низька іонна сила розчину, високий вміст гліцерину, надлишок ензиму, високі значення pH та наявність певних органічних розчинників.